# رازان (کتاب دینی)
رازان یا سفرالاسرار(در پهلوی:râzân) نام یکی از  هفت کتاب اصلی‌ای است که مانی پیامبر مانویگری در راستای گسترش دینش نوشت.